# Stäppmammut
Stäppmammut (Mammuthus trogontheeri) är ett utdött djur som var ett av de största elefantdjuren. Stäppmammuten kunde bli upp till 4,7 meter hög.
Fossil hittades på flera platser i Europa och Asien.
Troligtvis utvecklades de första stäppmammutar i centrala Asien när skogarna omvandlades till grässtäpper. Senare vandrade arten till Europa. De böjda betarna nådde en längd upp till 5 meter. Uppskattningsvis hade exemplaren kort päls.
Den vetenskapliga beskrivning utfördes 1885 av Hans Pohlig med hjälp av kindtänder som hittades i Süßenborn (Thüringen) i Tyskland. Under senaste delen av istiden upptogs stäppmammutens ekologiska nisch av den ullhåriga mammuten.